# サンジブ・メフタ (イギリスの実業家)
サンジブ・メフタ（Sanjiv Mehta、1961年10月 - ）は、インド出身のイギリスの実業家である。2010年に「東インド会社」(The East India Company)を開業した。これは1874年に解散した同名の歴史的な企業の名前を拝借したものである。

## 若年期
メフタは1961年にインド・ムンバイのグジャラート人の家庭に生まれた。祖父は1920年代にベルギーでダイヤモンドの貿易事業を始めていた。父は1933年にアントウェルペンで生まれたが、1938年に一家はインドに帰国した。
メフタはムンバイのシデナム商業経済大学を卒業し、ロサンゼルスのジェモロジカル・インスティテュート・オブ・アメリカ(GIA)で宝石学を学んだ。

## キャリア
メフタは、1983年に父の宝石商の会社に入った。兄のラジブが工業用ダイヤモンドに注力したのに対し、サンジブは宝飾事業に注力した。ペルシャ湾岸諸国、香港、米国で開催された業界展示会に出展した。また、ダイナースクラブと提携してインドで通信販売事業を展開した。
1989年、まだ経済が自由化されていないインドでビジネスを拡大するのは難しいと判断して移住したロンドンでは、イギリス製の家庭用品をインド向けに販売する通信販売事業を立ち上げた。その後、ニューカッスル・アポン・タインの解体工場を購入し、インドの中小工場向けの鉄鋼の販売を開始した。義父がソ連で医薬品を販売していたことをきっかけに、新しいビジネスを始めた。それは、カザフスタンのマンギスタウから重質原油を購入し、鉄道で黒海の港まで輸送し、船でイタリアのジェノバまで輸送するというものだった。原油価格が高騰し始めると、大企業がカザフスタンに興味を示し、メフタは撤退を余儀なくされた。メフタはヒンドゥスタン・ユニリーバの製品をロシアに輸出した。その後、台北、ヒューストン、テヘラン、ドバイを拠点に、さまざまな種類の商品を扱ってきた。

### 東インド会社
2000年代初頭、グレイム・クリソルドとティモシー・メドウズ＝スミスが歴史的な東インド会社(The East India Company)に似た名前の会社をいくつか設立していたが、2000年代半ばにメフタはその会社を買収した。クリソルドとメドウズ＝スミスは2000年に"The East India Company Tea Bars Limited"と"The East India Company Tea Rooms Limited"という会社を設立した。また2人は、1992年に設立されたEdgerton Internationalという会社の役員に2002年に就任した後、同社の社名を"The East India Company Limited"に変更した。
メフタは18か月かけてこれらの会社の株式を徐々に購入し、2006年に購入株式が過半数を越えた。メフタは30～40人の株式保有者から購入したと述べている。
メフタは、2010年に歴史上の「（イギリス）東インド会社」を復活させたと称して、高級小売業の分野で事業を再スタートさせた。また、"East India Company"の名を冠した子会社をいくつか設立（または改称）した。
メフタによると、1989年代に一部の英国人投資家が、1874年に消滅した歴史上の東インド会社と同名の新会社を設立するため、イギリス政府に承認を求めたという。2011年のインタビューでメフタは、（その投資家の名前は挙げていないが）その投資家は元の東インド会社の紋章や商標などの資産の権利を確保していたと主張している。メフタによると、この投資家は趣味で会社を運営しており、「流通網を合理化したい」としてメフタに連絡してきたという。それで、メフタはこの会社を買収することにした。メフタはさらに、これらの企業を買収した後、他の事業を1年間休んで、歴史上の東インド会社の遺産を学ぶために世界中を旅したと述べている。
2020年、メフタが経営するThe East India Company Spirits Pte Ltdが行った、"East India"を含む商標に対する異議申立は、イギリス知的財産庁により却下された。同決定では、同社には「"East India"を含む社名に対する独占的権利はない」と指摘している。
| 会社名                                                 | 法人番号 | 設立年 | メフタの役職              | 備考 |
| ------------------------------------------------------ | -------- | ------ | ------------------------- | --- |
| The Honourable East India Company Ltd.                 | 02702290 | 1992年 | 取締役（2005年 - ）       | 設立当初の社名は"Sovco 456"である。2002年にクリソルドとメドウズ＝スミスの下で"The East India Company Limited"に変更された。2010年に現在の社名になった。                                                   |
| The East India Company Limited                         | 04068868 | 2000年 | 取締役（2005年 - ）       | 設立当初の社名は"The East India Company Tea Bars Limited"で、クリソルドとメドウズ＝スミスが設立した。2007年に"The East India Company Management Services Limited"に変更され、2015年に現在の社名になった。 |
| The East India Company Restaurants Ltd.                | 04069226 | 2000年 | 取締役（2005年 - 2014年） | 設立当初の社名は"The East India Company Tea Rooms Limited"で、クリソルドとメドウズ＝スミスが設立した。2010年に現在の社名になった。                                                                        |
| East India Company (Publishing) Ltd                    | 04620926 | 2002年 | 取締役（2007年 - ）       | 設立当初の社名は"East India Company (Holdings) Ltd"で、2003年に現在の社名になった。 |
| The East India Company Fine Foods Ltd                  | 05243353 | 2004年 | 取締役（2006年 - ）       | 設立当初の社名は"International Media Initiatives"で、2006年に"The East India Company Lifestyle Ltd."となった後、2009年に現在の社名になった。                                                              |
| The East India Company Fashion Limited                 | 06318063 | 2007年 | 取締役（2007年 - 2013年） | [ 14 ] |
| The East India Company Drinks Limited                  | 06318033 | 2007年 | 取締役（2007年 - ）       | [ 15 ] |
| The East India Company Financial Services Limited      | 06317970 | 2007年 | 取締役（2007年 - ）       | [ 16 ] |
| The East India Company Fine Foods (Conduit Street) Ltd | 06452310 | 2007年 | 取締役（2007年 - 2009年） | 設立当初の社名は"The East India Company Fine Foods Limited"で、2009年に現在の社名になった。 |
| The East India Company Sailing Limited                 | 06554725 | 2008年 | 取締役（2008年 - ）       | [ 18 ] |
| The East India Company Management Services Limited     | 06985124 | 2009年 | 取締役（2009年 - ）       | [ 19 ] |
| The English East India Company Ltd.                    | 06951894 | 2009年 | 取締役（2009年 - ）       | [ 20 ] |
| The East India Company Home Limited                    | 06985358 | 2009年 | 取締役（2009年 - ）       | [ 21 ] |
| The East India Company Travel Limited                  | 06985303 | 2009年 | 取締役（2009年 - ）       | [ 22 ] |
| The East India Company Trading Limited                 | 06951867 | 2009年 | 取締役（2009年 - ）       | [ 23 ] |
| The East India Trading Company Limited                 | 06951879 | 2009年 | 取締役（2009年 - ）       | [ 24 ] |
| The East India Company Lifestyle Limited               | 06889534 | 2009年 | 取締役（2009年 - ）       | [ 25 ] |
| The East India Company Natural Resources Ltd           | 07360003 | 2010年 | 取締役（2010年 - ）       | [ 26 ] |
| The East India Company Bullion Ltd                     | 07352505 | 2010年 | 取締役（2010年 - ）       | [ 27 ] |
| The East India Company Great Exhibition Ltd            | 08122417 | 2012年 | 取締役（2012年 - ）       | [ 28 ] |
| The East India Company Spirits Limited                 | 09190186 | 2014年 | 取締役（2014年 - ）       | [ 29 ] |
| The East India Company Cigars Limited                  | 09296398 | 2014年 | 取締役（2014年 - ）       | [ 30 ] |
| The East India Company Hospitality Limited             | 09277122 | 2014年 | 取締役（2005年 - ）       | [ 31 ] |
| The East India Company Gin Limited                     | 09749378 | 2015年 | 取締役（2015年 - ）       | [ 32 ] |

2011年までに、メフタはこの新事業に約2千万ポンドを投資していた。また、インドに拠点を置くMahindra Group（2011年）やUAEに拠点を置くLulu Group（2014年）など、他の企業からも投資を集めた。

## 私生活
妻は微生物学者のAmeeである。2人の間には1男1女の子供がおり、一家はロンドンに住んでいる。